# Quadro de medalhas dos Jogos Olímpicos de Inverno de 1984
Este é o quadro de medalhas dos Jogos Olímpicos de Inverno de 1984, realizados em Sarajevo, Iugoslávia. O ordenamento é feito pelo número de medalhas de ouro, estando as medalhas de prata e bronze como critérios de desempate em caso de países com o mesmo número de ouros. Se, após esse critério, os países continuarem empatados, posicionamento igual é dado e eles são listados alfabeticamente. Este é o sistema utilizado pelo Comitê Olímpico Internacional.
| Ordem | País                   | Medalha de ouro | Medalha de prata | Medalha de bronze |     |
| ----- | ---------------------- | --------------- | ---------------- | ----------------- | --- |
| 1     | GDR Alemanha Oriental  | 9               | 9                | 6                 | 24  |
| 2     | URS União Soviética    | 6               | 10               | 9                 | 25  |
| 3     | USA Estados Unidos     | 4               | 4                |                   | 8   |
| 4     | FIN Finlândia          | 4               | 3                | 6                 | 13  |
| 5     | SWE Suécia             | 4               | 2                | 2                 | 8   |
| 6     | NOR Noruega            | 3               | 2                | 4                 | 9   |
| 7     | SUI Suíça              | 2               | 2                | 1                 | 5   |
| 8     | CAN Canadá             | 2               | 1                | 1                 | 4   |
| 8     | FRG Alemanha Ocidental | 2               | 1                | 1                 | 4   |
| 10    | ITA Itália             | 2               |                  |                   | 2   |
| 11    | GBR Grã-Bretanha       | 1               |                  |                   | 1   |
| 12    | TCH Checoslováquia     |                 | 2                | 4                 | 6   |
| 13    | FRA França             |                 | 1                | 2                 | 3   |
| 14    | JPN Japão              |                 | 1                |                   | 1   |
| 14    | YUG Iugoslávia         |                 | 1                |                   | 1   |
| 16    | LIE Liechtenstein      |                 |                  | 2                 | 2   |
| 17    | AUT Áustria            |                 |                  | 1                 | 1   |
| TOTAL | TOTAL                  | 39              | 39               | 39                | 117 |